# Алкионеј
Алкионеј (грч. Ἀλκυονεύς) је у грчкој митологији било име више личности.

## Митологија
- Алкионеј је био један од гиганата, син Урана и Геје. У сукобу гиганата и богова у Палени, која је била родно место Алкиноја, био је, заједно са Порфирионом, један од предводника који је задао много муке Дионису. Херакле је пробао да га убије стрелом, али није успео јер је Алкионеј био бесмртан докле год је био на својој родној земљи. Зато је Атена саветовала Херакла да га одвуче одатле и тако убије. Према старијем предању, Алкионеј је био пастир са Пелопонеза, Арголиде или Истма. Херакле је покушавао да му украде говеда, али није могао да га победи у отвореној борби. Зато је Атена наредила Хипносу да успава Алкионеја и тако омогући Хераклу да га убије. Према другој, новијој верзији, Алкионеј је био тај који је покушао Хераклу да украде Герионова говеда негде на Коринтској превлаци. Нападач је на Херакла бацио стену, али се она одбила о његову батину и убила Алкионеја. То је ражалостило његове кћерке, Алкиониде.[1]
- У само једном делфском миту се помиње изузетно леп младић, који је требало да буде жртвован чудовишту Ламији или Сибариди које је пустошило земљу, а према савету пророчишта. Свештеници су га овенчаног повели ка гори Кифрис, где је у једној пећини живело чудовиште, али их је успут срео Еурибат. Овај јунак се одмах заљубио у Алкионеја и понудио се да он уместо њега оде у пећину. Тамо је и убио чудовиште.[1]
- Етиопљанин који је пратио Мемнона у тројански рат.[2]
- Алкионеј је и друго име јунака Исхија.[3]